# Novoklenove, Bilohirsk
Novoklenove (în ucraineană Новокленове) este un sat în comuna Zelenohirske din raionul Bilohirsk, Republica Autonomă Crimeea, Ucraina.

## Demografie
Componența lingvistică a localității Novoklenove
     Rusă (49,21%)
     Tătară crimeeană (41,08%)
     Ucraineană (8,58%)
     Alte limbi (0,23%)
Conform recensământului din 2001, nu exista o limbă vorbită de majoritatea populației, aceasta fiind compusă din vorbitori de rusă (49,21%), tătară crimeeană (41,08%) și ucraineană (8,58%).